# 에밀리아로마냐주
에밀리아로마냐주(이탈리아어: Emilia-Romagna)는 이탈리아 북부에 있는 주이다. 면적 22,124km2, 인구 4,187,557(2006년 기준). 주도는 볼로냐이다. 북쪽으로 롬바르디아주, 베네토주, 서쪽으로 리구리아주, 남쪽으로 토스카나주, 마르케주, 산마리노와 접하며, 동쪽으로 아드리아해에 면한다. 포강, 아펜니노산맥, 아드리아해 사이의 비옥한 지역을 포함한다.
에밀리아와 로마냐는 이 지역의 역사적인 명칭이며, 1948년 이탈리아 공화국 성립 후 두 지방이 합쳐져 에밀리아로마냐 주가 되었다. 현재 라벤나, 레조넬에밀리아, 리미니, 모데나, 볼로냐, 파르마, 페라라, 포를리체세나, 피아첸차의 9개 현으로 나뉘며, 최대의 도시는 주도이기도 한 볼로냐이다. 볼로냐는 유명한 역사적인 도시이며, 그 외에도 유서 깊은 도시들이 많아 관광객이 많이 찾는다. 포강 유역의 비옥한 평야지대에서는 각종 농산물 생산이 활발하며, 볼로냐를 중심으로 공업도 발달해 있다.

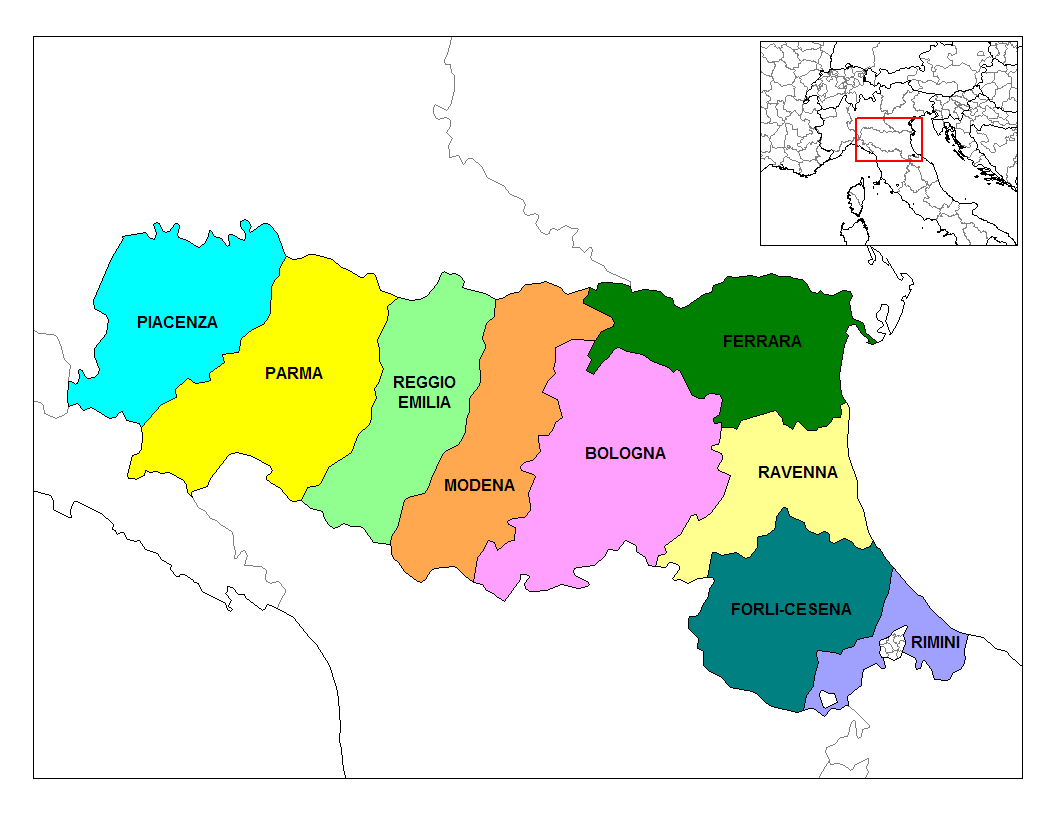
에밀리아로마냐 주의 도

## 인구
| 연도               | 인구      | ±%     |
| ------------------ | --------- | ------ |
| 1861               | 2,083,000 | —      |
| 1871               | 2,228,000 | +7.0%  |
| 1881               | 2,289,000 | +2.7%  |
| 1901               | 2,547,000 | +11.3% |
| 1911               | 2,813,000 | +10.4% |
| 1921               | 3,077,000 | +9.4%  |
| 1931               | 3,267,000 | +6.2%  |
| 1936               | 3,339,000 | +2.2%  |
| 1951               | 3,544,000 | +6.1%  |
| 1961               | 3,667,000 | +3.5%  |
| 1971               | 3,847,000 | +4.9%  |
| 1981               | 3,958,000 | +2.9%  |
| 1991               | 3,910,000 | −1.2%  |
| 2001               | 3,983,000 | +1.9%  |
| 2011               | 4,342,135 | +9.0%  |
| 2019               | 4,459,577 | +2.7%  |
| Source: ISTAT 2011 |           |        |